# Mobutu roi du Zaïre
Pour plus de détails, voir Fiche technique et Distribution.
Mobutu roi du Zaïre est un film documentaire du réalisateur belge Thierry Michel produit par Les Films de la Passerelle, Image Création, Les Films d'Ici, RTBF et Canal +. 
Il décrit les faits et gestes du dictateur Mobutu Sese Seko qui fut reçu par toutes les personnalités les plus indiscutables du Nord de la planète, tant du monde occidental que du monde communiste, son amitié avec le roi Baudouin Ier, rompue, sa fascination pour Léopold II mais aussi sa politique fondée sur la corruption et la cruauté.

## Synopsis
De toutes les passions du genre humain, l'appétit de domination est la plus enivrante (Saint Augustin)
Ultime "roi africain", Joseph Désiré Mobutu fut un des plus anciens et des plus tenaces dictateurs issus de la guerre froide et de la décolonisation.
Novembre 1965. Avec l'aide de la CIA, Mobutu réalise un coup d'État militaire et prend le pouvoir dans l'ex-Congo belge. Il rebaptise le pays "Zaïre" et impose à son peuple une paix fondée sur la peur, la violence, la répression. En moins d'un quart de siècle, ce jeune sergent de l'armée coloniale devient un des hommes les plus craints et les plus riches du monde. Allié à l'occident, il édifie la pyramide d'un pouvoir autocratique et prédateur, cimenté par l'argent. Il distribue faveurs et disgrâces, et règne sans partage sur les ruines d'un pays ravagé par la corruption. Mobutu, roi du Zaïre, c'est l'histoire d'un destin exceptionnel fait d'ambitions et de grandeurs, de trahisons et de lâchetés.
Le film est aussi une critique de l'Occident et du bloc communiste car il n'est pas de grands chefs d'État qui n'aient reçu Mobutu : Charles de Gaulle, la reine Élisabeth II, le roi Baudouin, Mao Zedong, l'empereur Hirohito, etc.

## Fiche technique
- Titre anglais : Mobutu, King of Zaïre
- Réalisation : Thierry Michel
- Producteur : Les Films de la Passerelle - Les Films d'Ici
- Format : 35 mm - Beta digital
- Pays d’origine : Belgique
- Langues : Français Anglais
- Genre : documentaire
- Durée : 135 minutes
- Date de sortie : 1999

## Production
- Si vous ne connaissez pas le sujet, laissez ce bandeau (vous pouvez alors contacter les auteurs).
- Si vous supprimez le contenu mis en cause (vous pouvez préalablement contacter les auteurs),

argumentez précisément cette suppression dans la page de discussion
(un manque de référence n'est pas un argument ; une recherche réelle de référence doit avoir été effectuée, être formellement documentée).
Le film est le résultat de plus de deux années de recherches d'archives et de témoins privilégiés au cœur de l'Afrique, de l'Europe et des États-Unis. Au total, plus de 950 heures d'images ont été visionnées de par le monde. Les 104 heures sélectionnées comprennent 30 heures d'archives totalement inédites découvertes à Kinshasa. Pour compléter ces documents exceptionnels, le réalisateur a récolté à Kinshasa, Bruxelles, Paris et Washington plus de 50 heures d'interviews de témoins privilégiés de l'histoire et de proches du président.
Ainsi est reconstituée, à la manière d'un gigantesque puzzle, l'histoire d'un pays, le Congo/Zaïre et de la tragédie historique de son Président dictateur.

## Éditions
Le double DVD :
- Langues : Français, Anglais avec sous-titres en français, allemand et anglais
- Durée : 135 min
- Bonus : Avec une interview de Thierry Michel réalisée par Louis Danvers, la présentation du film par des critiques cinématographiques ainsi que la filmographie de Thierry Michel.

## Récompenses et nominations
- Mention d'honneur à Vues d'Afrique 1999 - Montréal - Canada
- nommé au IDA AWARDS à Los Angeles par l'International Documentary Association (IDA)
- nommé au European Film Academy dans la catégorie Prix Documentaire Européen 1999 - Prix Arte
- Mention Spéciale lors de la remise des European Films Awards à Berlin - Allemagne